# Le Caylar

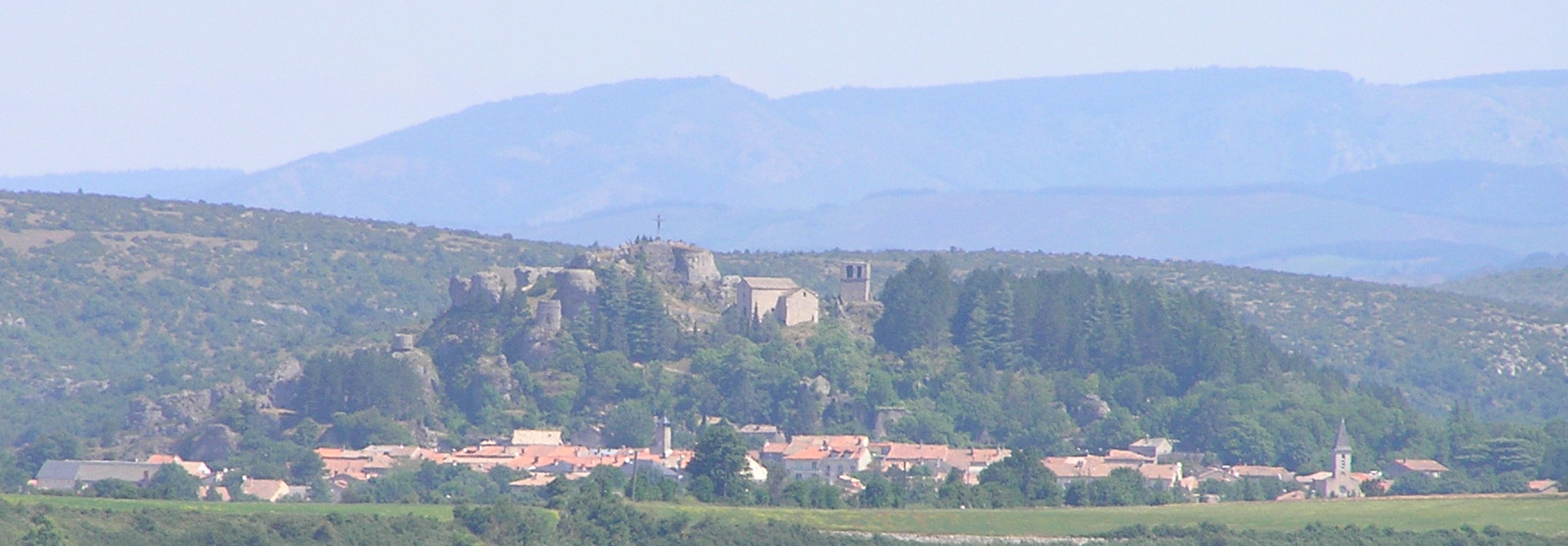

Le Caylar is een Franse gemeente in het departement Hérault in de regio Occitanie. De gemeente ligt op de Causse du Larzac, een kalksteenplateau. De autosnelweg A75 doorkruist de gemeente en steekt bij het gehucht Servières (770 m) de waterscheiding tussen de Atlantische Oceaan en de Middellandse Zee over. De Nederlander Fred Benavente is hier overleden.

## Geografie

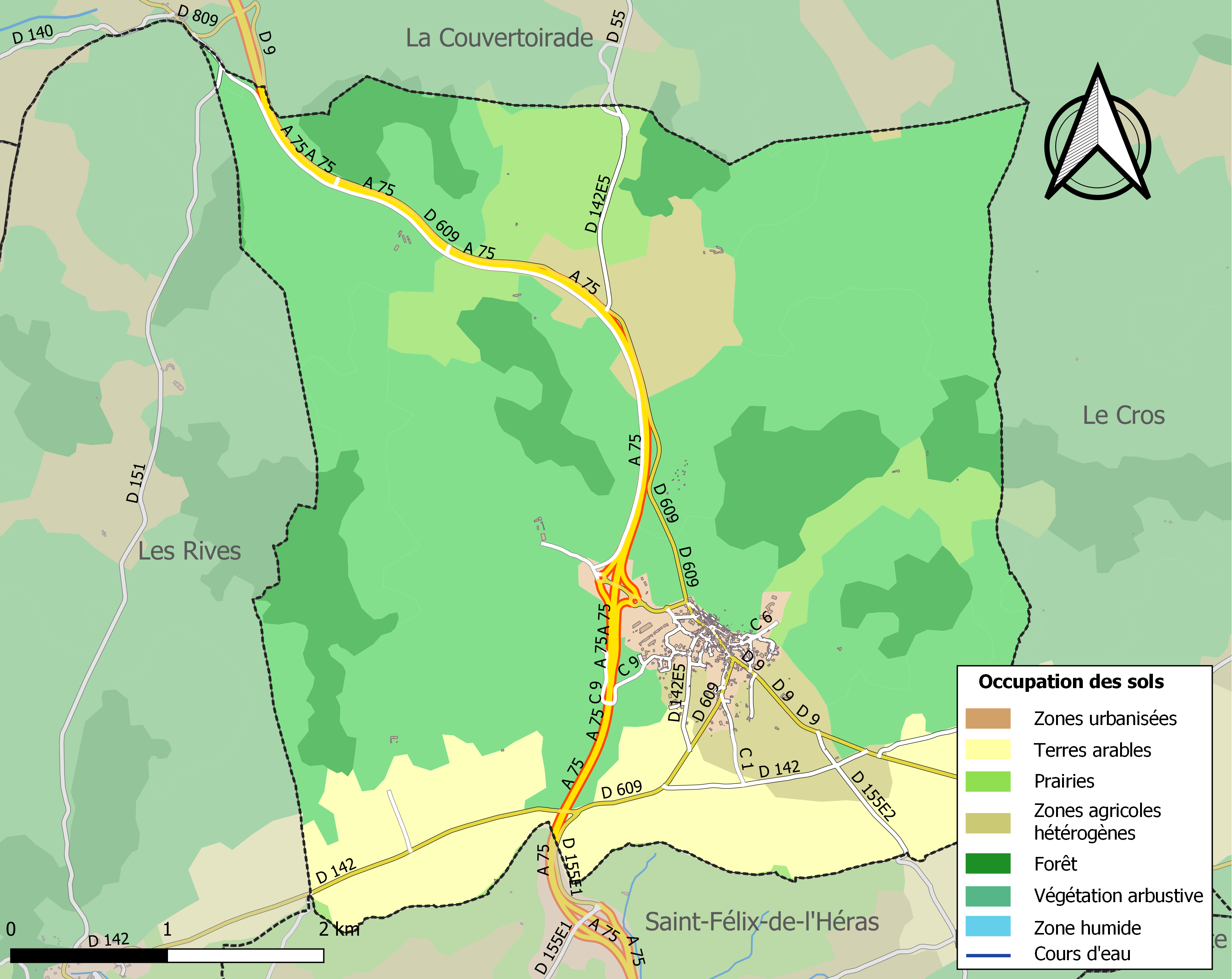
Kaart van de gemeente met de belangrijkste infrastructuur, bodemgebruik en omliggende gemeenten

## Demografie
Onderstaande figuur toont het verloop van het inwonertal (bron: INSEE-tellingen).